# ダン←ダム
『ダン←ダム 〜Dungeons & Dam〜』は、2009年4月29日にアクワイアから発売されたニンテンドーDS用シミュレーションRPG。

## 概要
砂漠の街ソワサントを襲う魔物をダムを利用して撃退するゲーム。主人公は戦闘能力のない少年であり、直接前線に立つのではなく人員の育成や配置を行うのがゲームの主な内容である。
作中の一日のうち、昼は魔物が攻めてこない準備期間で、施設の利用や住民との交流を行う。当初は施設の多くが破壊されているが、寄付金や魔物から得る素材を売った利益を投資することで復興が進む。また、資金は冒険者の雇用にも必要となる。
夜は魔物との戦いの時間である。さまざまな職業の冒険者4名で構成される各部隊に指示することになるが、その内容は移動や待機といった簡単なものに限られ、戦闘自体は基本的に自動で進行する。そのため勝敗を分けるのは、冒険者の育成や編成が事前に適切にできているかどうかである。

## 評価
- グラフィックやイベントはよく作りこまれており、戦術を考えるのも楽しい。その一方で、雰囲気を壊すようなアニメやインターネットの内輪ネタ、アイテムの管理しにくさ、そして肝心のダムの使いにくさといった短所も多い。だがそれらもゲーム全体を損なう欠点ではなく、仮に続編があれば改善の余地があるだろうものである[2][3]。

## キャラクター
シオン
インドア派な主人公。行方不明の父親に代わって街防衛の指揮を執る。
フィア
声 - 高垣彩陽
シオンの姉。釣り目でツインテールでツンデレ。
エルカ
声 - 吉田聖子
マイペースで時間にルーズな巫女。
エルア
声 - 吉田聖子
元気で陽気な巫女。エルカとはきょうだい。
ゴーチ
声 - 植木直敬
ダイド
声 - 松尾大亮
クロヴェ
声 - 石上裕一
ダムの管理人。
アリサ
声 - 大原桃子
気風の良い鍛冶屋の主人。
マリア
声 - 世戸さおり

## 主な開発スタッフ
- プロデューサー：植木直敬
- キャラクターデザイン：濱元隆輔
- サウンド：田崎寿子
- シナリオ：持田康之、眞島浩一、竹之内亮

## 小説
- ダン←ダム 逆襲のフィア（著：持田康之、イラスト： 濱元隆輔、みのり文庫 2009年10月15日[4] ISBN 978-4-43-413615-3）
  - 第一弾とされている[4]が、第二弾以降は販売されていない。

## 関連商品
- サウンドトラック （発売元：5pb.、販売元：ジェネオン・ユニバーサル・エンターテイメント 2009年5月27日）[5]